# Кесхофен
Кесхофен (нем. Käshofen) — община в Германии, в земле Рейнланд-Пфальц. 
Входит в состав района Юго-западный Пфальц. Подчиняется управлению Цвайбрюккен-Ланд.  Население составляет 712 человек (на 31 декабря 2010 года). Занимает площадь 8,82 км².